# Heinz Fuchsbichler
Heinz Fuchsbichler (Voitsberg, 7 novembre 1967) è un allenatore di calcio, dirigente sportivo ed ex calciatore austriaco, di ruolo centrocampista.